# Haris Belkebla
Haris Belkebla (* 28. Januar 1994 in Drancy) ist ein algerisch-französischer Fußballspieler, der aktuell beim SCO Angers in der Ligue 1 und der algerischen Nationalmannschaft spielt.

## Karriere

### Verein
Belkebla begann seine Karriere, wie all seine Verwandten beim FCM Aubervilliers, wo er bis 2011 spielte und in einem Coupe-de-France-Spiel gegen Paris Saint-Germain zum Einsatz kam. Das Spiel ging mit 5:0 verloren und Aubervilliers schied bereits in der ersten Runde aus dem Wettbewerb aus.
Anschließend wechselte er zum FC Valenciennes, wo er einen Drei-Jahres-Vertrag erhielt. Bei Valenciennes war er jedoch nur in der zweiten Mannschaft aktiv und spielte von 2012 bis 2014 36 Mal für diese.
Im letztgenannten Jahr wechselte er in die Ligue 2 zum FC Tours, wo er einen Vier-Jahres-Vertrag unterzeichnete. Sein Debüt gab er am 8. August 2014 (2. Spieltag) gegen den ES Troyes AC, als er in der 86. Minute für Xavier Chavalerin eingewechselt wurde. Sein erstes Tor für den Verein schoss er am 24. Januar 2015 (21. Spieltag) bei einem 2:1-Sieg über seinen Exverein FC Valenciennes. In der gesamten Saison spielte er 36 Mal, war also absolut gesetzt, und konnte dabei zwei Tore erzielen. Auch in der Folgesaison war er einer der Stammspieler und traf in allen Wettbewerben zusammen viermal in 38 Spielen. 2016/17 spielte er 31 Mal in der Liga und kam zu keinem Tor, aber einer Vorlage. In der darauf folgenden Saison kam Tours weit in den Pokalwettbewerben und Belkebla kam zusammen mit den sieben Einsätzen dort auf 42 Spiele und ein Tor insgesamt.
Im Juli 2018 unterschrieb er bei Stade Brest, einem Ligakonkurrenten. Für den neuen Verein debütierte er am 30. Juli 2018 (1. Spieltag) gegen den FC Metz in der Startelf. Am 21. September 2018 (8. Spieltag) schoss er gegen den Grenoble Foot sein erstes Tor für die Mannschaft (2:1). In der gesamten Saison kam Belkebla 33 Mal zum Einsatz und stieg am Ende der Spielzeit mit Brest in die Ligue 1 auf. Sein erstes Ligue-1-Spiel absolvierte er am 10. August 2019 (1. Spieltag) gegen den FC Toulouse. Die Saison über lief er nur 23 Mal auf, da die Saison coronabedingt abgebrochen wurde. Auch in der Saison 2020/21 war er Stammspieler und lief ab dem 20. Dezember 2020 (16. Spieltag) regelmäßig als Kapitän auf. Auch 2020/21 war er Stammspieler und kam zu 31 Einsätzen in der Liga. Die Saison 2022/23 beendete er mit zwei Toren in 38 Spielen, kam also in jeder Ligapartie zum Zug.
Dennoch verließ er Brest im September 2023 und wechselte nach Saudi-Arabien in die Saudi Second Division League zum Ohod Club. Für Ohod absolvierte Belkebla 29 Ligaspiele und verpasste lediglich eine Partie aufgrund einer Gelbsperre. Im August 2024 kehrte er nach Frankreich zurück und schloss sich dem Ligue-1-Klub SCO Angers an. Dort stand er in 22 Ligaspielen auf dem Platz, bevor er gegen Saisonende wegen einer Fußverletzung ausfiel.

### Nationalmannschaft
Belkebla nahm mit der Nationalmannschaft an den olympischen Spielen 2016 in Rio de Janeiro teil und spielte dort zweimal. Sein Debüt für die A-Nationalmannschaft gab er am 14. November 2019 bei einem 5:0-Sieg über Sambia. Seitdem kommt er immer regelmäßiger als Einwechselspieler, aber auch gelegentlich in der Startelf zum Einsatz. Beim Afrika-Cup 2022 war Belkebla Teil des Kaders und kam vor dem Ausscheiden nach der Gruppenphase einmal zum Einsatz.

## Spezielles
Belkebla ist der Neffe von Karim, Zizek, Abderazak, Yannis und Youssef Belkebla, die alle ebenfalls Fußball spielten. Außerdem ist er der Sohn des aktuellen Trainers des FCM Aubervilliers, Kamel Belkebla.

## Erfolge
- Vize-Meister der Ligue 2 und Aufstieg in die Ligue 1: 2019